# Wehrbergen

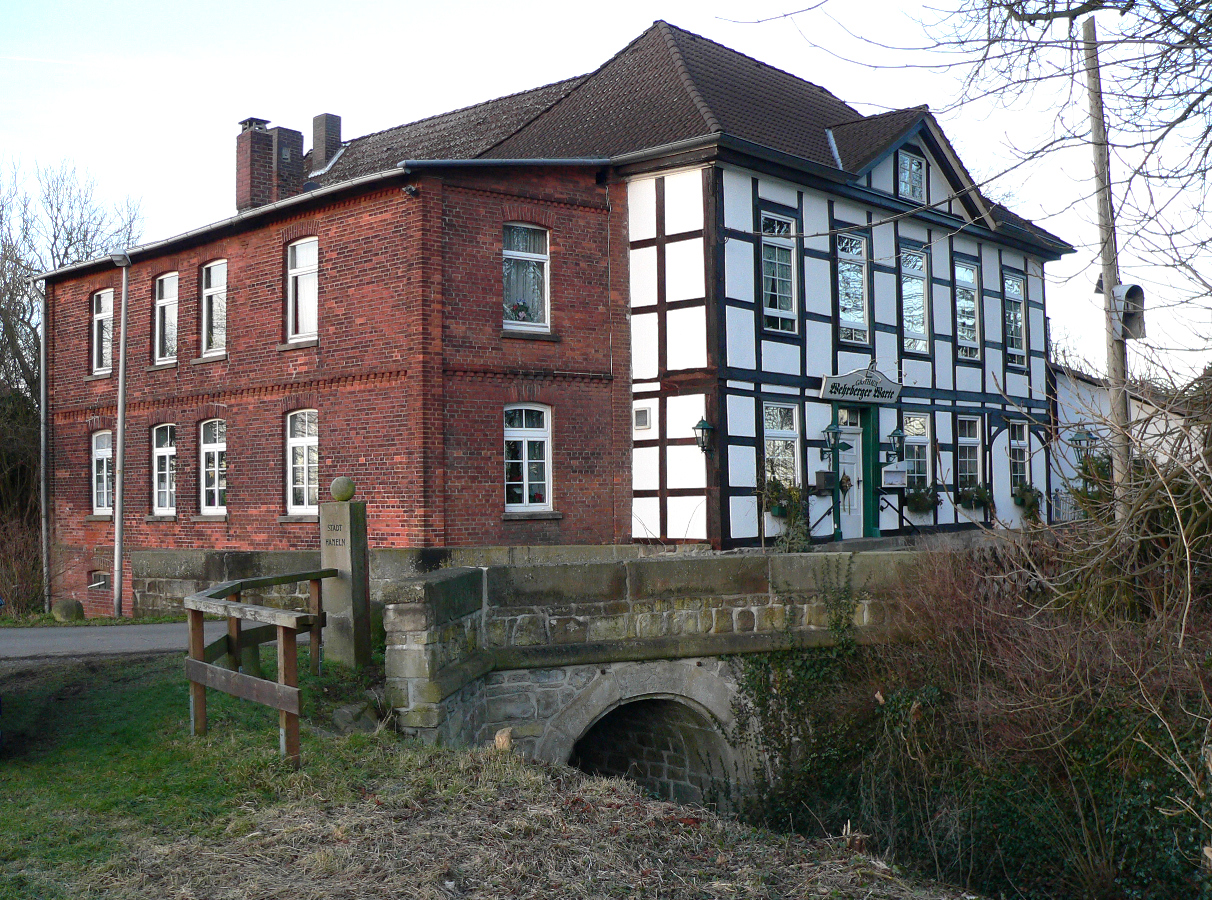
Die Wehrberger Warte, ursprünglich eine Warte der Hamelner Landwehr, danach Gasthaus

Wehrbergen ist ein Stadtteil von Hameln im Landkreis Hameln-Pyrmont in Niedersachsen. Der Ort liegt nordwestlich des Stadtzentrums direkt an der Weser.

## Geschichte
Eine der ersten urkundlichen Erwähnungen des Ortes um das Jahr 1240 findet sich in der Aufstellung über die Rechtsverhältnisse des Hamelner Schultheißen. Frühere Ortsnamen waren Werberghe, Wederberch und Wederberge. Der Ortsname wird als „Berg über der Werre“ (wobei Werre die alte Bezeichnung für Weser ist) erklärt. Kurz vor 1852 kam der Ort vom Amt Springe zum Amt Hameln. Pfarrmäßig wurde Wehrbergen, bevor es zum Kirchspiel Fischbeck kam, von Holtensen betreut.
In Wehrbergen, das im Mittelalter an einem Verkehrsweg entlang der Weser nach Minden lag, befand sich eine Warte. Die Wehrberger Warte gehörte zur 1385 erstmals urkundlich erwähnten Hamelner Landwehr, die als vorgeschobenes Befestigungssystem die Stadt Hameln schützte. Nach dem Mittelalter verlor die Landwehr allmählich ihre militärische Bedeutung und seither ist die Wehrberger Warte als einzig erhalten gebliebene Warte ein Gasthaus. Eine besondere Bedeutung kam ihm bei der Belagerung der Festung Hameln während der Koalitionskriege im Jahr 1806 zu. In der Wehrberger Warte unterzeichneten der französische General Savary und der preußische Offizier von Schoeler die Kapitulation von Hameln.
Am 1. Januar 1973 wurde Wehrbergen in die Kreisstadt Hameln eingegliedert.

## Politik
Ortsbürgermeister ist seit November 2021 Lars Krückeberg als Nachfolger von Karsten Meyerhoff.

## Wappen
Auf silbernem Grund befindet sich ein grüner Flechtzaun mit Durchgang über Wasserwellen.

## Wirtschaft und Infrastruktur
Durch den Ort führte bis Ende Mai 2009 die Bundesstraße 83 von Hameln nach Hessisch-Oldendorf. 
Seit dem 5. Juni 2009 ist die Umgehungsstraße, die Wehrbergen nordöstlich umgeht, eröffnet. Die Umgehungsstraße im 2+1-System ist versuchsweise mit einem grün eingefärbten asphaltierten 75 Zentimeter breiten Mittelstreifen ausgestattet, der nicht überfahren werden darf. Eine Anbindung des Ortes besteht sowohl aus Richtung Hessisch-Oldendorf, als auch aus Hameln. 
Den öffentlichen Personennahverkehr stellen die Busse der „Nahverkehr Hameln-Pyrmont“ sicher.